# Комсомольский (Астраханская область)
Комсомольский — посёлок в Красноярском районе Астраханской области, входит в состав Ахтубинского сельсовета. Население 1175 человек (2010), 66 % из них — казахи, 26 % — русские .

## История
В 1969 г. Указом Президиума ВС РСФСР посёлок центральной усадьбы совхоза имени 50-летия ВЛКСМ переименован в Комсомольский.

## География
Комсомольский расположен в восточной части Астраханской области, в дельте реки Волги и находится на реке Ахтуба.
Абсолютная высота 18 метров ниже уровня моря.

## Население
| 2002 | 2010  |
| ---- | ----- |
| 1057 | ↗1175 |

Национальный и гендерный состав
По данным Всероссийской переписи, в 2010 году численность населения составляла 1175 человек (556 мужчин и 619 женщин, 47,3 и 52,7 %% соответственно).
Согласно результатам переписи 2002 года, в национальной структуре населения казахи составляли 66 %, русские 26 % от 1057 жителей.

## Инфраструктура
В советское время центр совхоза имени 50-летия ВЛКСМ.
Ахтубинская СОШ.

## Транспорт
Выезд на автодорогу регионального значения Волгоград — Астрахань, идентификационный номер 12 ОП РЗ 12Р 001. Остановка общественного транспорта «Комсомольский».